# Сільські відомості
«Сільські відомості» — щотижнева всеукраїнська газета новинного та порадницького характеру. 
Газета "Сільські відомості" виходить одним форматом, як всеукраїнська та регіональна газета Черкаської області (з 2000 до 2011 року виходила під назвою "Черкаські відомості").   
Шпальти наповнені актуальними новинами, господарськими порадами  та рубриками цікавих фактів, анекдотів та іншого розважального інтернет-контенту, на який газета посилається.   
Газета виходить щосереди на 12 сторінках формату A3 із програмою телебачення.